# Norrländska Socialdemokratens kulturpris
Norrländska Socialdemokratens kulturpris var ett kulturpris på 25 000 kronor som instiftades år 2001 av Norrländska Socialdemokraten. Den första mottagaren utsågs 1988. Pristagare var enskilda individer folkbokförda i Norrbotten eller organisationer verksamma i Norrbotten.
Syftet med priset var "att lyfta fram enskilda individers eller sammanslutningars bidrag till förnyelse och utveckling av kulturlivet i Norrbotten genom konstnärligt skapande i vid bemärkelse".
Pristagare utsågs av en jury av personer knutna till Norrländska Socialdemokratens kulturredaktion. Åren 2014–2017 nominerades kandidater av tidningens läsare.

## Pristagare
- 1988 – Bengt Andersson, skådespelare
- 1989 – Håkan Rudehill, arkitekt, pjäsförfattare och kompositör,
 och Ulla Lyttkens, regissör
- 1990 – Britta Marakatt-Labba, bildkonstnär
- 1991 – Mikael Niemi, författare
- 1992 – Rolf Hedberg, musiker och kompositör
- 1993 – Marianne Öqvist-Westerberg, bildkonstnär
- 1994 – Yngve Ryd, författare
- 1995 – Björn Hagvall, jazzmusiker
- 1996 – Bert Linné, bibliotekarie och målare, och Åke Lundgren, författare
- 1997 – Erik Westberg, dirigent och körledare
- 1998 – Harry Nyman, skådespelare och musiker
- 1999 – Agneta Andersson, konstnär
- 2000 – Gunnar Kieri, författare
- 2001 – Åsa Simma, regissör, skådespelare och jojkare
- 2002 – Bror Astermo, regissör
- 2003 – Tim Hagans, musikarrangör och kompositör
- 2004 – Hasse Alatalo, musiker
- 2005 – Margit Schiött, scenograf
- 2006 – Jan Sandström, tonsättare
- 2007 – Dan Swärd, teaterledare
- 2008 – AnnaSofia Mååg, keramiker och skulptör
- 2009 – Bengt Pohjanen, författare
- 2010 – Ingela Lekfalk, dokumentärfilmare
- 2011 – Korpilombolo kulturförening
- 2012 – Tim Linhart, amerikansk is- och ljudkonstnär, och Birgitta Linhart, skulptör
- 2013 – Galleri Syster, Luleå
- 2014 – Liz Wennberg, författare
- 2015 – Tornedalsteatern
- 2016 – Markus Wargh, organist
- 2017  – David Väyrynen, poet